# Royal Opera House
The Royal Opera House, situată în cartierul Covent Garden din Londra, numită adesea prin metonimie Covent Garden, este unul din cele mai renumite teatre de operă din lume. 